# Florence Attali-Ranger
Florence Attali-Ranger, aussi nommée Florence Attali, est une danseuse (élève d'Yvette Chauviré et de Lilian Arlen), animatrice de télévision, chorégraphe et chroniqueuse française.

## Biographie

### Télévision
Florence Attali présenta durant 3 années la rubrique Le Geste du jour dans l'émission Matin Bonheur sur France 2, rubrique dans laquelle elle conseillait des exercices à exécuter pour prendre soin de sa forme physique et de sa souplesse.
Elle participa à Fort Boyard, dans l'émission Spéciale animateurs diffusée le 7 septembre 1996, en compagnie de Jean-Luc Reichmann (capitaine de l'équipe), Bruno Solo, Gaël Leforestier, Sylvain Mirouf et Muriel Cousin. Ils remportèrent 45 130 francs au profit de l’association Les Musicoliers, qui aide les enfants hospitalisés grâce à la musique. Elle participa en tant que danseuse au clip de la chanson Hace me l'amor des Gipsy Kings.

### Cinéma
Elle joua le rôle de la fille Schumacher dans La Rumba de Roger Hanin (1987).
Presse écrite
Elle écrivit de nombreuses chroniques pour les rubriques Info forme de Madame Figaro et News forme de Elle.
Dans Les Saisons de la forme, elle explique les principes de sa méthode à travers un programme d'entraînements.

### École de danse
L'École de danse Florence Attali a été créée en 2000 et dispose d'un studio situé au cœur du 17e arrondissement de Paris.

## Publication
- Florence Attali, Les Saisons de la forme, éditions Jean-Claude Lattès, 1998.